# 2011年甘肅正寧幼兒園校車車禍
2011年甘肅正寧校車車禍，發生於2011年11月16日9時15分甘肅省庆阳市正寧縣榆林子鎮，一輛載著64人的幼兒園校車與一輛卡車相撞，造成21人死亡，其中包括19名兒童；43名傷者也都是兒童。

## 經過
11月16日9时15分左右，向西行驶的陕D72231东风自卸车与向东行驶的甘MA4975金杯9座面包车在榆林子镇西街道班门前相撞。金杯面包车系当地榆林子镇小博士幼儿园校车，荷载9人，实载64人，属極度严重超载。

## 傷亡
车祸当场造成5人死亡（包括面包车司机和4名儿童），15人抢救无效死亡（包括幼儿园老师和14名儿童）。本起事故还造成44名儿童受伤，其中18人重伤，26人轻伤。17日晚，其中一名受伤幼儿抢救无效死亡，使死亡人数上升到21人。
詳細的傷勢與死亡清單，見網易新聞專題報導。

## 事故原因
根据正宁县政府2011年11月17日的通报，初步分析，事故发生有五个原因：
- 幼儿园接送面包车司机逆行。
- 幼儿园私自将9座面包车改装成无座。
- 幼儿园700多名学生，只有4辆校车。
- 大雾天气，两车司机处置不力。
- 交警、教育部门监督不力。[4]

## 处理
11月16日，甘肅省委副書記歐陽堅、慶陽市委書記張曉蘭及慶陽市市長周強赴事故現場處理救援及善後工作。
當天，自卸车司机和幼儿园董事长因分别涉嫌交通事故肇事罪和重大责任事故罪，被当地公安机关刑事拘留。
正宁县政府分管领导和县教育局、交警支队主要领导已被停职，接受调查。
11月18日，正宁县文化教育体育局取消了事发的私立“小博士幼儿园”的办学资质，并从公办幼儿园中抽调教师和管理人员重组了“正宁县榆林子镇幼儿园”，租用原“小博士幼儿园”的校园。21日，新幼儿园复课，共接收205名幼儿，该县计划在榆林子镇东街征地15亩以建设新校址，预计次年秋季建成。该镇辖内小学开设学前班以接收其它学生。。

## 善后
事故发生后，正宁县政府组织130多人的县乡干部安抚死亡人员家属情绪，以及做周边群众的稳控工作。
根据正宁县政府制定的标准，每位遇难儿童的人身财产保险为23.6万元；另外一次性优抚救助金20万元要在安葬遗体之后发放，共计43.6万元人民幣。
11月18日，正宁县所属的庆阳市政府决定，将会在未来几年内投入将近7亿元，新建155-200所公办幼儿园，以此解决民办幼儿园的教学和安全问题。同时，庆阳市委、市政府决定停止2012年的公车更新计划，将预算资金全部用于购买校车。

## 影响及反思
校车严重超载在中国各地普遍存在，正宁车祸发生后，广西柳江县流沙镇开始整顿非法运营接送学生的面包车、三轮车，由于没有车坐，有的学生要步行10公里用时2个小时才能回家。
福州市晋安区交警整顿校车，导致当地一打工子弟学校校车停运，数百学生被迫停课 。
11月28日，总理温家宝表示国务院已經責成法制办在一個月內制定出《校車安全條例》，把校车安全问题真正纳入法制的轨道。另外包括教育部在内的多个国家部门正在研究制定国家层面的校车制度并使之成为国家标准。
12月11日，国务院公布了《校车安全条例（草案）（征求意见稿）》向社会征求民意。隔日，江苏省徐州市丰县又发生一起校车侧翻事故，15名学生丧生。

## 其他
11月26日，中国外交部网站上公布了一则中国援助马其顿校车项目的消息，立即引起了众多网友和民众的批评。其后外交部网页已经删除，发言人洪磊解释说此援助项目是當年年初达成的协议，并且中国向外提供援助也是中国国际责任的体现。
11月29日，河南省濮阳县又发生一起校车事故，八公桥镇小哈佛幼儿园的一辆载有15名学生和1名老师的金杯面包车与一辆货车碰撞，造成4人重伤，6人轻伤。而就在一星期前的11月21日，濮阳县刚刚召开了「接送学生车辆专项整治会议」。